# Augustin Corteggiani
Augustin Corteggiani, né le 10 décembre 1935 dans le 14e arrondissement de Paris et mort le 9 janvier 2019 à Sanary-sur-Mer,, est un coureur cycliste français. Il est notamment devenu champion de France amateurs en 1958.

## Biographie
Augustin Corteggiani est né le 10 décembre 1935 à Paris. Sa famille paternelle est d'origine corse. Surnommé « Tintin », il commence sa carrière cycliste en région parisienne. 
En 1957, il se distingue en remportant l'ancienne version de Paris-Tours espoirs. Il évolue alors sous les couleurs de l'AC Boulogne-Billancourt. L'année suivante, il est sacré champion de France amateurs à Nancy. Il est également sélectionné en équipe de France amateurs. Après ses performances, il évolue au sein de l'équipe Helyett en 1960, aux côtés notamment de Jacques Anquetil. On le retrouve ensuite membre de la formation espagnole Kas-Royal Asport en 1961. Durant cette saison, il termine deuxième d'une étape du Tour de Luxembourg. 
Dans les années 1990 et 2000, il travaille comme chauffeur sur les routes sur le Tour de France. Il meurt le 9 janvier 2019 à Sanary-sur-Mer, alors qu'il est âgé de quatre-vingt-trois ans. Son fils Jean-Marie a lui aussi été coureur cycliste chez les amateurs.

## Palmarès
- 1955
  - 2e de Paris-Douai
- 1957
  - Grand Prix de l'Équipe et du CV 19e
  - 2e du Circuit de Boulogne
- 1958
  -  Champion de France sur route amateurs
  - 2e de Paris-Dreux
  - 2e du Grand Prix de Nogent-sur-Oise
  - 3e du Grand Prix de Boulogne-Billancourt
- 1959
  - 3e des Boucles du Bas-Limousin